# Myrmothera
Myrmothera là một chi chim trong họ Grallariidae.